# Дж. Е. Конрат
Дж. Е. Конрат (на английски: J. A. Konrath) е американски писател на произведения в жанра трилър, криминален роман, хорър, научна фантастика, паранормален любовен роман, хумористичен еротичен роман и документалистика. Пише и под псевдонимите Джак Килборн (Jack Kilborn) за хоръри и Джо Кимбъл (Joe Kimball), както и хумористично-еротични любовни романи под съвместния псевдоним Мелинда Дюшам (Melinda DuChamp) с Ан Вос Питърсън.

## Биография и творчество
Джоузеф Ендрю Конрат е роден на 29 март 1970 г. в Скоки, Илинойс, САЩ. От малък е запален читател на криминална литература. Завършва Колумбийския колеж в Чикаго през 1992 г. В следващите години пише активно, но получава около петстотин отказа за девет непубликувани романа. Едва през 2003 г. е приет десетият му ръкопис от издателство „Хиперион“, и същата година са публикувани първите му разкази.
Първият у роман „Уиски Сауър“ от поредицата „Джак Даниелс“ е издаден през 2004 г. Главната героиня, 46-годишната секси лейтенант Жаклин „Джак“ Даниелс от полицейското управление в Чикаго, е преследвана от лични неуспехи – приятелят ѝ я напуска, мъчи я хронично безсъние, шопингът не ѝ помага, а страховит убиец, който нарича себе си „Джинджифиловият човек “, изхвърля осакатени тела в кофи за боклук в нейния район. Срещу нейното разследване са старите момчета от отдела и неефективни агенти на ФБР и техния абсурден профил. Със съчетанието си на съспенс и жизнен хумор романът става бестселър и дава начало на емблематичната му поредица. Всеки един от романите носи името на някакъв коктейл – „Уиски сауър“, „Блъди Мери“, „Ръждив пирон“, и др.
През 2009 г. е издаден първия му роман „Списъкът“ от поредицата технотрилъри „Конрат Дарк“. Седем души са татуирани с поредни номера от раждането си, но не знаят защо и не се познават. Един от тях е полицаят от Чикагския отдел за убийства, Том Манковски, който при едно от разследванията си открива жертва, която също има татуиран номер. Откритието му поставя началото на приключение, което ще разкрие трийсетгодишен научен експеримент.
Разказите му са публикувани в повече от шестдесет списания и сборници, а произведенията му са преведени на десет езика. Той е голям защитник на самоиздаването и саморекламата, считайки, че авторите трябва да играят голяма роля в маркетинга на собствените си книги. Самият той е продал над 500 000 от произведенията си като електронни книги.
Писателят преподава творческо писане в Колеж Дюпаж в Глен Елин, Илинойс. Пише и блогове за Huffington Post.
Дж. Е. Конрат живее със семейството си в Шомбург, окръг Кук, северозападно от Чикаго.

## Произведения

### Самостоятелни романи
- Truck Stop (2009) – като Джак Килборн[1]
- Draculas (2010) – с Блейк Крауч, Джеф Странд и Ф. Пол Уилсън[3]
- Grandma? (2013) – с Талон Конрат

### Поредица „Джак Даниелс“ (Jack Daniels)
1. Whiskey Sour (2004)[1][2][3][4]
Уиски Сауър, изд. София „МОНТ“ (2010), прев. Анастас Недялков
2. Bloody Mary (2005)
Блъди Мери, изд. София „МОНТ“ (2010), прев. Анастас Недялков
3. Rusty Nail (2006)
Ръждив пирон, изд. София „МОНТ“ (2010), прев. Станислава Лазарова
4. Dirty Martini (2007)
5. Fuzzy Navel (2008)
6. Cherry Bomb (2009)
7. Shaken (2010)
8. Stirred (2011) – с Блейк Крауч
9. Rum Runner (2016)
10. Last Call (2016)
11. White Russian (2017)
12. Shot Girl (2019)
13. Chaser (2019)
14. Old Fashioned (2021)
15. Bite Force (2022)
16. Jack Rose (2023)

- Shot of Tequila (2009) – роман
- 65 Proof (2009) – сборник разкази
- With A Twist (2011) – новела

### в света на Джак Даниелс

#### Поредица „Загадките на Алекс Чапа“ (Jack Daniels / Alex Chapa Mystery) – с Хенри Перес
- Floaters (2009)[1]
- Burners (2012)

#### Поредица „Джак Даниелс и съдружници“ (Jack Daniels and Associates)
1. Shot of Tequila (2009)[1][2]
2. Jack Daniels Stories (2010)
3. Banana Hammock (2010)
4. Killers Uncut (2011) – с Блейк Крауч, издаден и като Serial Killers Uncut
5. Dead On My Feet (2017)
6. Dying Breath (2018)
7. Everybody Dies (2018)

#### Поредица „Джак Даниелс/Никълъс Колт“ (Jack Daniels/Nicholas Colt) – с Джуд Хардин
- Lady 52 (2014)[1]

#### Поредица „Даниелс/Раковски“ (Daniels/Rakowski) – с Гарт Пери
- Abductions (2015)[1]
- Beat Down (2015)

### Поредица „Конрат Дарк“ (Konrath Dark)
1. The List (2009)[1][2][3]
Списъкът, изд. „Алекс Софт“ (2013), прев. Ирена Райчева
2. Origin (2009)
Произход, изд. „Алекс Софт“ (2011), прев. Ирена Райчева
3. Afraid (2008)
4. Trapped (2009)
5. Endurance (2010)
6. Haunted House (2013)
7. Webcam (2016)
8. Disturb (2009)
9. The Nine (2021)
10. Second Coming (2022)
11. Close Your Eyes (2023)

- Holes in the Ground (2014) – с Иън Роб Райт, продължение на „Произход“

### Поредица „Кодово име: Чандлър“ (Codename: Chandler) – с Ан Вос Питърсън
1. Flee (2011)[1][2]
2. Spree (2012)
3. Three (2013)
4. Hit (2013)
5. Exposed (2011)
6. Naughty (2013)
7. Rescue (2015)
8. Fix (2015)

### Поредица „Финиъс Траут“ (Phineas Troutt)
1. Dead On My Feet (2017)[1][2]
2. Dying Breath (2018)
3. Everybody Dies (2018)

- Street Music (2011) – новела
- Epitaph (2017) – новела

### Поредица „Безумен научнофантастичен екшън!“ (Insane Sci-Fi Action!)
1. Timecaster (2011) – като Джо Кимбъл[1]
2. Timecaster Supersymmetry (2012) – като Джо Кимбъл
3. Timecaster Steampunk (2023)

### Участие в общи серии с други писатели

#### Поредица „Сериал“ (Serial) – с Блейк Крауч
- Serial Uncut (2011)[1]

#### Поредица „Андрю Мейхем“ (Andrew Mayhem) – с Джеф Странд
- Suckers (2011)

#### Поредица „Андрю З. Томас“ (Andrew Z. Thomas)
- Stirred (2011)

#### Поредица „Вал Райкър“ (Val Ryker) – с Ан Вос Питърсън
- Watched Too Long (2016)

### Новели
- Four Pack of Jack (2005)[1]
- Six Pack Of Crime (2006)
- Planter's Punch (2009) – с Том Шрек
- The Screaming (2011)
- Shapeshifters Anonymous (2011)
- Symbios (2011)
- Wild Night Is Calling (2011) – с Ан Вос Питърсън
- Babe on Board (2011) – с Ан Вос Питърсън
- Straight Up (2013) – Иън Роб Райт
- Babysitting Money (2015) – Кен Линдзи
- Jacked Up! (2015) – с Трейси Шарп
- October Dark (2015) – с Джошуа Симкокс
- The Agreement (2016)

### Сборници
- Crime Stories (2010)[1][3]
- Horror Stories (2010)

### Документалистика
- Secrets of the Congdon Mansion (2002) – като Джо Кимбъл[1]
- The Newbie's Guide to Publishing (2010) – като Джак Килборн[3]

#### Поредица „Спрете убийството“ (Stop a Murder)
1. How (2017)[1]
2. Where (2017)
3. Why (2017)
4. Who (2017)
5. When (2017)

### Като Мелинда Дюшам
- Поредица „Перверзните тайни на Алис“ (Kinky Secrets Of Alice)[1]
- Поредица „Сексексперти“ (Sexperts)
- Поредица „Накарай ме да се изчервя“ (Make Me Blush)
- Поредица „Петдесет нюанса на Езабел“ (Fifty Shades of Jezebel)
- Поредица „Перверзните тайни на Езабел“ (Kinky Secrets of Jezebel)

### Екранизации
- 2020 Creepshow – тв сериал, 1 епизод